# Peter Fassbender
 (septembre 2023).
Si vous disposez d'ouvrages ou d'articles de référence ou si vous connaissez des sites web de qualité traitant du thème abordé ici, merci de compléter l'article en donnant les références utiles à sa vérifiabilité et en les liant à la section « Notes et références ».
Peter Fassbender, né le 20 décembre 1946, est un homme politique germano-canadien.

## Biographie
Peter Fassbender est le maire de Langley de 2005 à 2013.
De 2013 à 2017, il est le député à l'Assemblée législative de la Colombie-Britannique de la circonscription électorale de Surrey-Fleetwood sous la bannière du Parti libéral. 
De 2015 à 2017, il est ministre des Communautés, du Sport et du Développement culturel et le ministre responsable pour TransLink. 